# Zoološki vrt u Tirani
Zoološki vrt u Tirani (alb. Kopshti Zoologjik i Tiranës) je jedini zoološki vrt u cijeloj Albaniji. Osnovan je 1966. godine te se prostire površinom od 7 hektara. Nalazi se u južnom dijelu grada Tirane, između velikog parka i botaničkog vrta. 

## Loše stanje životinja i infrastrukture
Sadašnja infrastruktura zoološkog vrta je u lošem stanju te za njenu obnovu treba dosta novca. U zoo vrtu nema mnogo životinja, a neke od postojećih su: medvjedi, lavovi, ljame, majmuni, vukovi, lisice i neke ptice. Kavezi za životinje su vrlo malo te su često neuredno održavani. Unatoč lošoj infrastrukturi i općoj brizi za životinje, zoo vrt je dosta popularan među populacijom Tirane. 
Mnogi posjetitelji su ga opisali kao "zatvor za životinje" zbog loših uvjeta koji u njemu vladaju, a zoološkom vrtu nedostaje novaca za osnovni rad. 2015. godine je zatvoren zbog toga što je u javnost puštena video snimka u kojoj bik napada magarca uz odsutnost bilo kakve reakcije osoblja zoo vrta. Aktivisti za zaštitu prava životinja konstantno vrše pritisak na lokalnu upravu kako bi zatvorili zoološki vrt i okončali okrutnost prema životinjama. Tiranske vlasti najavile su pretvaranje zoološkog vrta u park kako bi se omogućili bolji uvjeti za životinje. 
Tijekom 2016. godine iz zoološkog vrta puštene su mnoge životinje uključujući medvjeda "Tomija". Tomi je poznat kao "pivski medvjed" zbog toga što su mu posjetitelji davali piti pivo, a on je samo jedan od 50 medvjeda u albanskom zoo vrtu. 

## Four Paws
Međunarodna organizacija za dobrobit životinja "Four Paws" ocijenila je kako su uvjeti u zoološkom vrtu nehumani zbog toga što životinje često pate od psihofizičkih trauma koje su u određenom broju slučajeva uzrokovane od strane samih zaposlenika zoološkog vrta. Aktivistica organizacije Four Paws za britanske novine "Daily Mail" je u rujnu 2016. izjavila: medvjed Tomi je u vrlo lošem stanju - njegovi zubi su ozbiljno oštećeni i ima ozljede u gornjem dijelu tijela. Ovo je bilo krajnje vrijeme da ga se izbavi odavde. Sretni smo što je albansko ministarstvo okoliša aktivno sudjelovalo u ovome.
Međunarodna organizacija "Four Paws" pokrenula je internetsku peticiju pod nazivom "Save the saddest bears" (dosl. prev. "Spasite najtužnije medvjede"). Peticija je do 9. siječnja 2018. godine prikupila 425 400 potpisa (cilj je bilo prikupljanje 400 000).